# Корк, Алан
Алан Корк (англ. Alan Cork; род. 4 марта 1959, Дерби) — английский футболист, тренер.

## Карьера
Корк начал свою карьеру в клубе «Дерби Каунти». Однако, несмотря на аренду в «Линкольн Сити», Корк не смог пробиться в первую команду «Дерби». Впоследствии в 1978 году, будучи свободным агентом, присоединился к «Уимблдону», недавно квалифицировавшимся в четвёртый дивизион футбольной лиги.
«Уимблдон»
Будучи результативный нападающим, Корк на протяжении более четырнадцати лет был частью «Уимблдона» и помог ему подняться до более высоких дивизионов футбольной лиги. В сезоне 1987/87 Уимблдон вышел в высший дивизион страны. Следующий сезон стал для клуба выдающимся - клуб выиграл кубок Англии по футболу, обыграв «Ливерпуль» в финале 14 мая 1988 года. Корк отыграл шестьдесят минут, выйдя в стартовом составе. Четыре дня спустя отыграл показательный матч All Stars XI в честь десятилетия пребывания в клубе.